# Streltsí

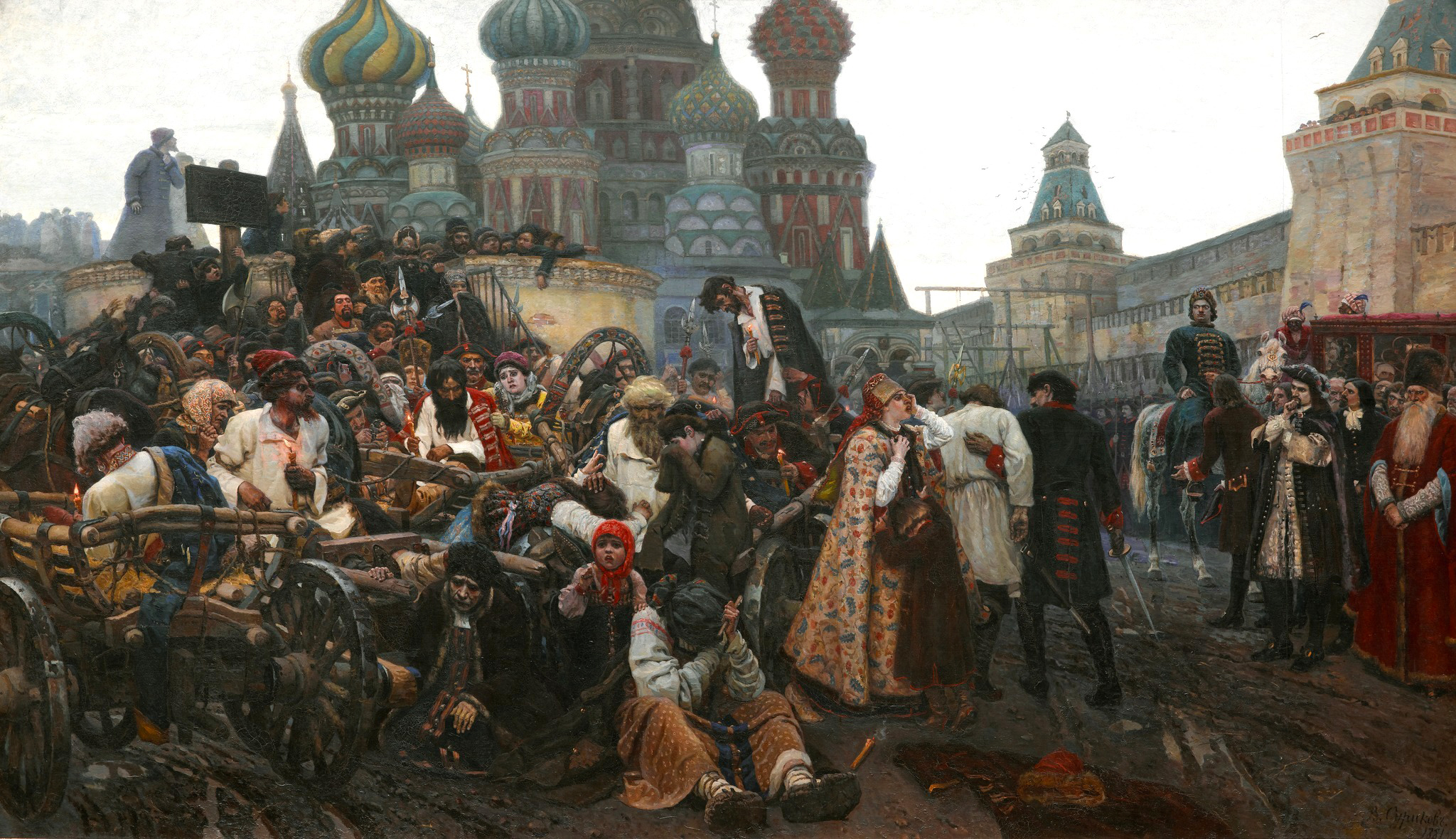
Execució dels Streltsí després de la fallida rebel·lió de 1698, pintura de Vasili Súrikov

Els Streltsí (del rus стрельцы; en singular стрелец, strelets) eren un antic cos militar rus, creat el 1550 durant el regnat d'Ivan IV el Terrible. Estaven armats amb arcabussos i completaven el seu armament amb destrals. Els Streltsí rebien terrenys com a pagament pels seus serveis. Estigueren en actiu entre el segle XVI i principis del XVIII, i els seus membres formaren una classe social per si mateixa. Iniciament una força d'elit, l'efectivitat del cos es va reduir amb el temps.
Abans d'Ivan el Terrible, el voivoda o governador de cada ciutat reunia el contingent que la mateixa devia afrontar, reclutant-lo entre els petits burgesos, homes de totes professions i que no havien de romandre gaire temps en files. Constituïen un exèrcit absolutament heteròclit, ignorant de tot, de la disciplina i de les nocions més rudimentàries de l'art militar. Ivan el Terrible, decidit a donar una potència militar a l'Imperi, decidí reorganitzar-lo sobre bases sòlides. Els distribuí per companyies de 500 homes, amb un capità (golovo o cap) cadascuna; al seu comandament i havia centurions, quinquagenaris i desenàries. Així mateix substituí l'armament, canviant l'arc pel fusell.
Una part dels Streltsí formaven la guàrdia personal del sobirà, i la resta servia en files per a tot el país. Amb ajuda d'aquests, Ivan el Terrible assolí coronar-se a Moscou, prenent el títol de Tsar (d'etimologia persa, que vol dir poder suprem), que encara no havia usat, amb títol específic de la seva dignitat, cap sobirà de Rússia. No tardaren a formar una host d'uns 50.000 homes, i foren l'instrument de les grans victòries militars d'Iván Vasilovich i dels seus successors. No obstant, després degeneraren; amb la relaxació de la disciplina perderen així mateix la seva vàlua com a soldats, i en el segle xvii eren, més que una defensa, un perill constant per l'Estat. Constituïen una casta hereditària, formant una massa compacta que habitava determinats barris de la ciutat, dedicant-se al mateix temps a altres ocupacions i negocis que no guardaven cap relació amb la milícia.
Entre ells hi havia homes de diner i influència; estaven organitzats més per la resistència a qui pogués restar atribucions, que per a la defensa i salvaguarda de la pàtria, i amb els seus caps i delegats es convertien en un temible poder que supeditava al dels mateixos tsars. Arribaren a tenir a les seves mans la sort del país, i per les seves discòrdies intestines eren constants instruments de revoltes. Cada dia més ensuperbits, a mesura que disminuïa l'autoritat dels sobirans, creixia la seva, i en temps del tsar Fedor Ivanovitx arribaren a fer-se intolerables (1676-1682).
Aquest últim any quan la princesa Sofia els va convèncer per donar suport al seu germà Ivan contra el seu germanastre Pere (el futur Pere el Gran), i amb l'excusa de què els seus superiors els endarrerien les soldades, es llençaren a la revolta, demanant el càstig d'aquells. El Govern transigí, abandonà covardament les seves atribucions en mans de la soldadesca, i aquesta abusà violentament, donant mort a molts dels seus caps i arrossegant-los pels carrers. Aquesta audàcia posà de manifest que l'única força per aixecar pretendents i derrocar sobirans estava a les seves mans, i quant personatges o partits tenien posats els ulls en alts càrrecs per a desposseir al seus ocupants, sol·licitaren la seva amistat. Precisament Rússia llavors estava travessant una època propícia per a despietats, ambiciosos i pretendents.

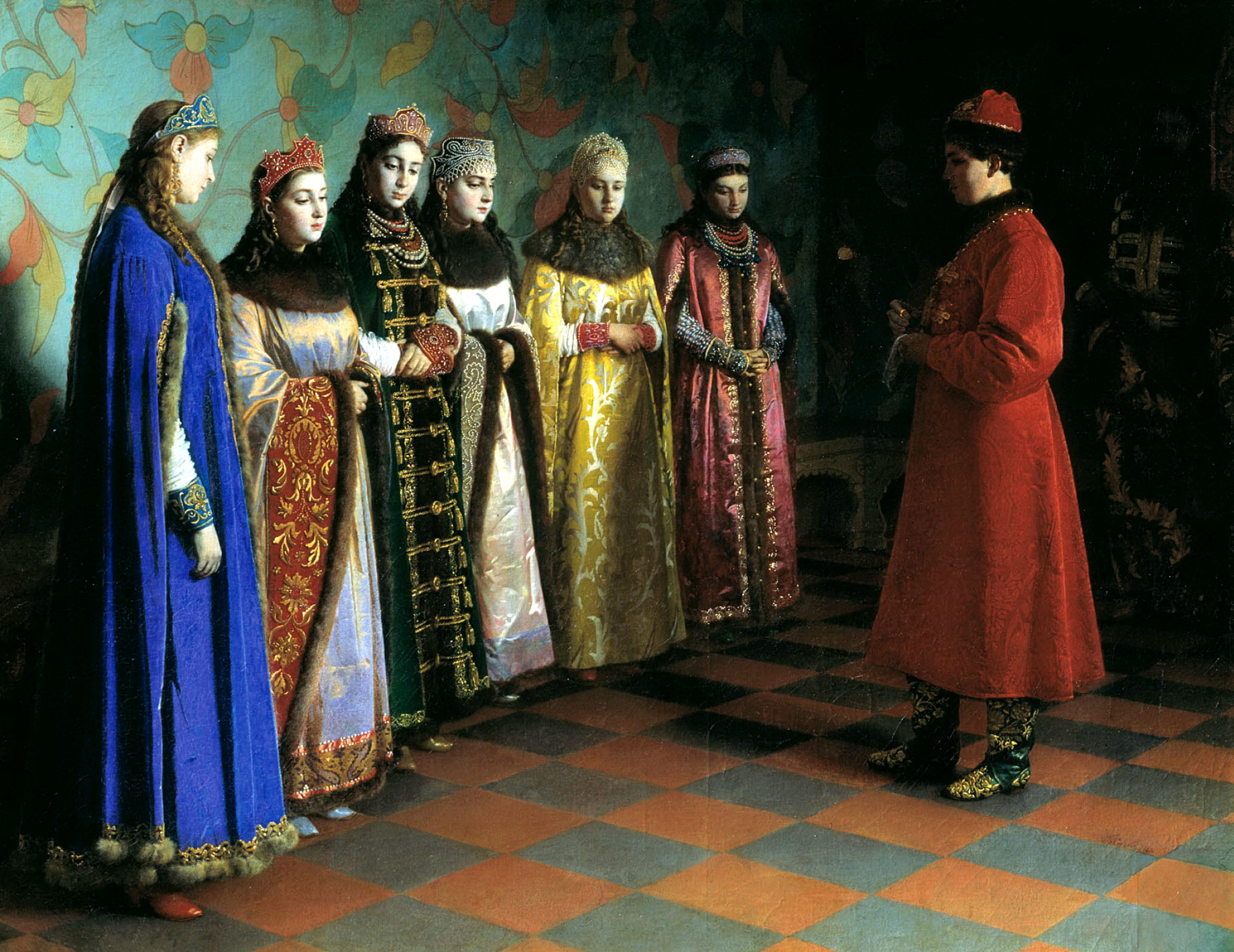
El tsar Aleix escollint esposa

El difunt emperador Aleix s'havia casat en primeres núpcies amb Maria Miloslàvskaia, i del matrimoni vivien els prínceps Fiódor (Teodor III), Ivan V, Sofia i cinc germanes més; en enviudar, va contraure noves núpcies amb Natàlia Naríxkina, i arribaren al món Pere i una altra filla i un altre fill. Els Miloslàvskaia, temen per la seva herència, ja que havia corregut la brama de què el tsar, gairebé moribund, havia llegat la corona al seu fill Pere, considerant a Ivan dèbil i malaltís, sense condicions per heretar-la, aconseguiren posar de la seva part als streltsí. Aquests decidiren donar un dels seus cops, i dos dies després de la mort de Fiódor, amb l'excusa de què els seus superiors tornaven a maltractar-los i a demorar-los la paga, es revoltaren altra vegada, matant i saquejant, sense perdonar ni als mateixos membres de la família imperial. Per fi, amb més atribucions que mai i constituïts en verdaders amos de Rússia, posaren en el tron a Sofia en qualitat de regent, i es retiraren a l'expectativa.
Transcorreran set anys, fins que Pere, cansat d'aquella tutela, decidí trencar amb la seva germana i es rebel·là contra ella. Sofia es recolzà en els streltsí, però aquest es passaren en part a la guàrdia que donava suport al jove tsar, i després d'una acarnissada lluita, quedà la victòria per a Pere. Els streltsí restaren de moment apaivagats, però en les seves ànimes fermentava l'ànsia de la revenja, plens d'ira els que havien estat partidaris de Sofia, i protestant tots de la preferència que Pere concedia a tot l'estranger, en particular als soldats i caps d'aquesta condició, als quals el tsar, amb el seu afany de modernitzar-ho tot, concedia la preeminència sobre els seus soldats veterans. Dos dels seus caps intentaren assassinar-lo; Pere descobrí el complot, i castigà despietadament a còmplices i autors.
El tsar sortí llavors dels seus Estats per a estudiar a Occident les reformes que convenien als seus. Llavors els streltsí jutjaren favorable el moment d'apoderar-se de nou del poder i proclamar Sofia altra volta, que per ordre del seu germà restava reclosa en un convent. Es llençaren a la revolta, però es trobaren amb les hosts estrangeres que, comandades per Patrick Gordon i Chern, aconseguiren reduir-los amb certa facilitat. Pere, en assabentar-se'n, va córrer de nou a Moscou, i després de condemnar a mort a tots els caps de la revolta, decidí matar en massa als 10.000 streltsí que havien pres part en la revolta. N'executà més de 3.000, però els cadàvers ho ompliren tot, i impossibilitat de continuar matant, dispersà als streltsí que quedaven, entre els confins més llunyans de l'Imperi. El cos d'aquells restà virtualment dissolt. No obstant els que restaven a Astrakan tornaren a revoltar-se el 1705. La rebel·lió fou sufocada amb relativa facilitat, i els càstigs foren tan exemplars com els anteriors. A conseqüència d'aquesta sublevació, fins i tot el nom de streltsí fou abolit i proscrit.